# Meletius IV van Constantinopel

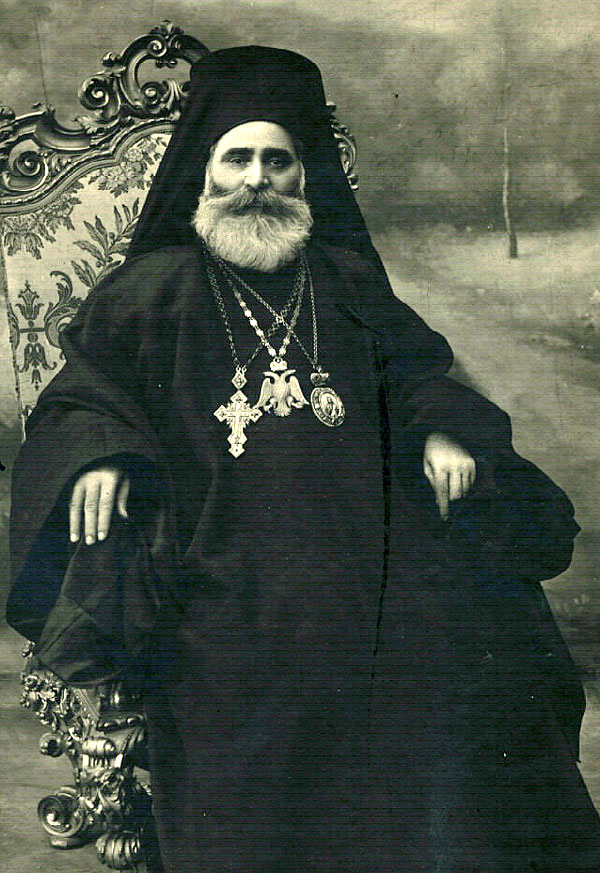
Meletius IV van Constantinopel in 1923

Meletius IV (Grieks: Μελέτιος) (Lassithi, 21 september 1871 - Alexandrië, 28 juli 1935) Hij was hoofd van 3 verschillende orthodoxe kerken. Meletius was van 1918 tot 1920 Aartsbisschop van Athene, van 1921 tot 1923 patriarch van Constantinopel en vervolgens van 1926 tot 1935 patriarch van Alexandrië.
- Hij was als Meletius III primaat van de Kerk van Griekenland van 21 maart 1918 tot 14 november 1920.
- Hij was als Meletius IV primaat van het Oecumenisch patriarchaat van Constantinopel van 18 december 1921 tot 20 september 1923.
- Hij was als Meletius II primaat van het Grieks-orthodox patriarchaat van Alexandrië van 20 mei 1926 tot 28 juli 1935.

Patriarch Meletius IV in 1871 in Lassithi geboren als Emmanouil Metaxakis (Grieks: Εμμανουήλ Μεταξάκης). Hij bekleedde eerst het ambt van bisschop van Cyprus. Als fervent aanhanger van de Griekse premier Eleftherios Venizelos werd hij na de abdicatie van koning Constantijn I van Griekenland in 1917 aangesteld als aartsbisschop van Athene. Toen Constantijn I in 1920 opnieuw de Griekse troon besteeg, werd hij echter weer vervangen door de oude aartsbisschop. In 1921 werd Meletius IV verkozen tot oecumenisch patriarch. Dat ambt legde hij neer in het jaar 1923 na de nederlaag van het Griekse leger in de Grieks-Turkse Oorlog van 1918-1923.
Op 20 mei 1926 werd hij als Meletius II verkozen tot patriarch van Alexandrië. Hij stierf in Alexandrië in 1935.